# Lực lượng Mãnh Hổ
Lực lượng Mãnh Hổ, hay Trung đội Mãnh Hổ (tiếng Anh: Tiger Force) là một đơn vị do Lục quân Hoa Kỳ thành lập mùa thu năm 1965. Đây là một đơn vị do thám do Đại tá David Hackworth lập vào tháng 11 năm 1965, được huấn luyện đặc biệt và có nhiệm vụ tìm kiếm và báo cáo về các vị trí của đối phương cho các lực lượng bộ binh và Không quân Hoa Kỳ. Lực lượng này được thành lập để gia nhập lực lượng đặc nhiệm Oregon theo lệnh của tướng William Westmoreland, trở thành một phần của tiểu đoàn 1/327 bộ binh, và đã có mặt tại Quảng Ngãi từ ngày 3 tháng 5 năm 1967 với mục tiêu do thám và ngăn chặn bước chân của Quân Giải phóng miền Nam Việt Nam. Binh lính của trung đội này đều mặc binh phục vằn da hổ.
Lực lượng Mãnh Hổ gồm khoảng 45 người và là một lực lượng tinh nhuệ đã được phong nhiều huân chương cũng như chịu nhiều tổn thương. Vào tháng 10 năm 1968, tiểu đoàn mẹ của lực lượng này đã được Tổng thống Lyndon B. Johnson trao Tuyên dương của Tổng thống, trong tuyên dương này có nói đặc biệt về lực lượng này.
Vào tháng 10 năm 2003, báo Toledo Blade đà đăng loạt bài điều tra về việc các binh lính của lực lượng này đã phạm một loạt tội ác chiến tranh.

## Tội ác chiến tranh
Vào tháng 12 năm 2002, phóng viên Michael Sallah của tờ Toledo Blade đã được sĩ quan chỉ huy Henry Tufts của Lục quân Hoa Kỳ cho phép đọc vài báo cáo chưa được phát hành lúc đó; trong các báo cáo này có nói đến nhiều cuộc điều tra về tội ác chiến tranh chưa được công báo. Để tìm hiểu thêm, Sallah và phóng viên Mitch Weiss (cũng của Toledo Blade) đã tìm đọc các tài liệu tại Cơ quan quản lý Tài liệu và Văn thư Quốc gia (National Archives and Records Administration).
Hai phóng viên đã tìm ra rằng giữa 1971 và 1975 Lục quân Hoa Kỳ đã điều tra Lực lượng Mãnh Hổ về các tội ác chiến tranh được cho là đã xảy ra trong khoảng từ tháng 5 đến tháng 11 năm 1967; trong khi đó, vào năm sau (2003), Việt Báo báo cáo là các tội ác đó đã xảy ra trong 7 tháng kể từ tháng 7 năm 1967. Sallah và Weiss cũng báo cáo là các tài liệu lưu trữ gồm cả các lời khai của nhiều thành viên trong lực lượng, gồm cả những người tham gia trong các tội ác đó và những người không tham gia. Các cuộc thảm sát này đã diễn ra tại vùng sông Vệ tại Quảng Nam và Quảng Ngãi. Sallah và Weiss cũng báo cáo rằng cuộc điều tra của quân đội đã kết luận là các tội ác đó đã xảy ra, tuy vậy họ đã không khởi tố; báo VNExpress, vào năm 2003, báo cáo rằng cuộc điều tra được gửi đến Lầu Năm Góc và Nhà Trắng dưới nhiệm kỳ của Tổng thống Richard Nixon.
Sau đó hai phóng viên cũng phỏng vấn nhiều cự binh của Lực lượng Mãnh Hổ vá nhiều dân chúng tại thung lũng sông Vệ. Những cuộc phỏng vấn đó đã chứng thực các tội ác đó.
Những hành vi tội ác của lực lượng này có thể kể đến:
- Thường xuyên tra tấn và hành quyết tù nhân[8]
- Thường xuyên cố ý bắn giết thường dân Việt Nam, bao gồm đàn ông, phụ nữ, trẻ em và người già[9]
- Thường xuyên thực hiện cắt tai sưu tập tai của các nạn nhân[10]
- Mang vòng cổ làm từ xâu chuỗi tai nạn nhân[11]
- Lột và sưu tập da đầu nạn nhân[12]
- Sự kiện một người mẹ trẻ bị đánh thuốc mê, hãm hiếp rồi bị giết[13]
- Sự kiện một binh sĩ giết một trẻ nhỏ rồi chặt đầu, sau khi mẹ đứa trẻ đã bị giết[14]

Vào tháng 10 năm 2003, báo Toledo Blade đăng bài cho rằng các binh lính lực lượng này đã phạm một loạt tội ác chiến tranh này ở thung lũng sông Vệ trong thời kỳ Chiến tranh Việt Nam. Do loạt bài điều tra vụ thảm sát của Lực lượng Mãnh Hổ, các phóng viên Michael D. Sallah, Mitch Weiss và Joe Mahr của tờ báo của tiểu bang Ohio này đã đoạt nhiều giải thưởng:
- Giải Phóng viên và Chủ bút Phóng sự điều tra Thế giới (Investigative Reporters and Editors) cho năm 2003[16]
- Giải Sigma Delta Chi về phóng sự điều tra của các báo có hơn 100.000 số lưu hành cho năm 2003[17]
- Giải Công bằng báo chí của Gia đình Taylor (Taylor Family Award for Fairness in Newspapers) cho năm 2003[18]
- Giải Pulitzer cho phóng sự điều tra cho năm 2003[19]

Kết luận của những người điều tra vụ này là các tội ác chiến tranh đã xảy ra. Tuy vậy, phía Quân đội không tiến hành truy tố bất cứ người nào.
Lục quân Hoa Kỳ đã mở một cuộc điều tra về Lực lượng Mãnh Hổ từ khi báo Toledo Blade đăng loạt bài. Vào ngày 11 tháng 5 năm 2004, Trung tá Pamela Hart thông báo cho tờ Toledo Blade rằng bà đã quá bận điều tra vụ tra tấn và ngược đãi tù nhân tại Abu Ghraib của quân đội Hoa Kỳ tại Iraq để có thời giờ tìm hiểu thêm về vụ Lực lượng Mãnh Hổ. Tờ Toledo Blade, từ lúc đó, cũng không cho biết thêm tin tức hay thông báo của Lục quân Hoa Kỳ.
Vào năm 2006, Sallah và Weiss đã viết lại các điều tra của họ trong sách Tiger Force: A True Story of Men and War (nhà xuất bản: Little, Brown and Company).